# Миловидність
Миловидність — тип привабливості, який зазвичай асоціюється з молодістю та зовнішністю, а також наукова концепція та аналітична модель в етології, вперше представлена австрійським етологом Конрадом Лоренцем. Лоренц запропонував концепцію дитячої схеми (Kindchenschema), набору рис обличчя та тіла, які роблять істоту «милою» та визволяють («release») в інших мотивацію піклуватися про неї. Симпатичність можна приписувати як людям, так і речам, які вважаються привабливими чи чарівними.

## Анатомія
Даг Джонс, запрошений вчений з антропології Корнельського університету, сказав, що пропорції рис обличчя змінюються з віком через зміни твердих і м’яких тканин, а Джонс сказав, що ці «вікові зміни» викликають у молодих тварин « характерна "мила" зовнішність» пропорційно менших морд, вищого чола та більших очей, ніж у їхніх дорослих побратимів. Стосовно твердих тканин, Джонс сказав, що мозковий череп сильно зростає у молодих особин, тоді як кістки носа та частини черепа, які беруть участь у пережовуванні їжі, досягають максимального зростання лише пізніше. Стосовно м’яких тканин Джонс сказав, що хрящові тканини вух і носа продовжують рости протягом усього життя людини, починаючи з двадцяти п’яти років брови опускаються по «надочноямковому краю» з положення вище надочноямкового краю до положення. під нею «бічна частина брів» з віком провисає, через що очі здаються меншими, а червона частина губ з віком стає тоншою через втрату сполучної тканини.
Дослідження показало, що обличчя «привабливих» північноіталійських кавказьких дітей мають «характеристики дитинства», такі як «більший лоб», менша щелепа, «пропорційно більша та видатніша верхня щелепа», ширше обличчя, плоске обличчя та більші «передньо-задні» розміри обличчя, ніж у північноіталійських кавказьких дітей, використаних як еталон.

### Біологічна Функція
У 1949 році Конрад Лоренц стверджував, що інфантильні риси викликають реакції виховання у дорослих і що це була еволюційна адаптація, яка допомогла переконатися, що дорослі піклуються про своїх дітей, що зрештою забезпечило виживання виду. Деякі пізніші наукові дослідження дали додаткові докази теорії Лоренца. Наприклад, було показано, що дорослі люди позитивно реагують на немовлят, які стереотипно милі. Дослідження також показали, що реакція на миловидність — і на привабливість обличчя загалом — здається однаковою в різних культурах і всередині них. У дослідженні, проведеному Стефаном Хаманном з Університету Еморі, він виявив за допомогою фМРТ, що милі картинки підвищують активність мозку в орбітальній лобовій корі.